# Zenkerella perplexa
Zenkerella perplexa là một loài rau đậu thuộc họ Fabaceae.
Loài này chỉ có ở Tanzania.